# Mareanske, Velîka Bahacika
Mareanske (în ucraineană Мар'янське) este un sat în comuna Mîhailivka din raionul Velîka Bahacika, regiunea Poltava, Ucraina.

## Demografie
Componența lingvistică a localității Mareanske
     Ucraineană (93,12%)
     Rusă (2,9%)
Conform recensământului din 2001, majoritatea populației localității Mareanske era vorbitoare de ucraineană (93,12%), existând în minoritate și vorbitori de armeană (3,99%) și rusă (2,9%).